# بنك أمين للاستثمار
أمين أي بي ، المعروف أيضًا باسم بنك أمين للاستثمار (بالفارسية: شرکت تأمین سرمایه امین)، هي مؤسسة مصرفية إيرانية كبرى تقدم الخدمات المصرفية التجارية والاستثمارية.  تأسست الشركة في عام 2007 كجزء من الإصلاح الاقتصادي الذي نفذته الحكومة للنظام المصرفي. 
يتخصص البنك في الخدمات المتعلقة بصناعة البتروكيماويات وقطاعات التعدين في إيران، ويمثل مصالح مصفاة عبادان ، ومؤسسة إيميدرو . 
في عام 2007، بلغ رأس مال البنك الأولي 100 مليون دولار أمريكي.

## عمليات البنك
بالإضافة إلى تقديم حسابات الودائع القصيرة والثابتة للعملاء المحليين والأجانب، يقدم البنك أيضًا خدمات الدمج والاستحواذ وإدارة المخاطر والتمويل والقروض للشركات. 

## حوكمة الشركات
- سلمان خانديمالميلي - الرئيس التنفيذي [5]

الأعضاء الحاليون في مجلس الإدارة للبنك هم: محمود بهماني ، مسعود غراتي، رضا راعي، مهدي قدمي، علي أصغري، سعيد خودا مرادي، محمد رضا رستمي.

## أنظر أيضاً
- الخدمات المصرفية في إيران
- الخصخصة في إيران
- بورصة طهران